# 蘇水閘
蘇水閘（英文：Soo Locks，亦名為Sault Locks），是一對平行船閘，由美國陸軍工程兵團底特律區運營和維護，使船隻能夠在蘇必利爾湖和休倫湖之間航行，兩湖之間水位落差達6.4公尺。該水閘位於蘇必利爾湖和休倫湖之間的城市蘇聖瑪麗的湖畔，該城市位於美國密西根州上半島和加拿大安大略省之間。儘管水閘在每年一月至三月的冬季關閉，因為湖面結冰導致五大湖的航運中斷，但每年仍平均通過10,000艘船。在關閉期間美國陸軍工程兵團負責檢查和維護船閘。
連接美國和加拿大的蘇聖瑪麗國際大橋允許車輛通過水閘，大橋由兩座拱式桁架橋連貫而成，連引道全長4.5公里。

## 美國船閘
美國所擁有的船閘是一條2.6公里長的運河的一部分，正式名稱為聖瑪麗瀑布運河。這部分的運河，包括蘇水閘，均由美國陸軍工程兵團擁有和維護，在湖面未結冰的時候提供自由通行。水閘的第一代於1855年5月完成，因其在建設初期就被指定為「國家船閘」，故所有權也於同月31日移交給聯邦政府，並由密西根州運營，直到1881年移交給美國陸軍。

#### 船閘
- 麥克阿瑟船閘（MacArthur Lock），建於1943年[6]。該船閘長240公尺，寬24公尺，深9公尺。該船閘足夠大，足以容納遠洋船舶[6]。根據美國聯邦法規33CFR§207.440(v)，「允許通過麥克阿瑟船閘的船舶的最大整體尺寸為長730英尺，寬75英尺，除非坡船閘關閉超過24小時」[7]。
- 坡船閘（Poe Lock）建於1896年[8] ，最初的坡船閘由奧蘭多·梅特卡夫·坡設計，長240公尺，寬30公尺，是當時世界上最大的船閘。在聖羅倫斯海道開通後，大型船舶得以通行至五大湖區，故在1969年船閘進行了改建，現在的船閘長370公尺，寬34公尺，深9.8公尺，可讓載有72,000短噸（65,000噸）貨物的船舶通行[6]。坡船閘是五大湖上游區唯一能讓大型湖貨船通行的船閘[8]。

#### 舊船閘
- 斯特船閘（State Lock），建於1853年至1855年間，由兩個閘室組成，以彌補水位差。該船閘長110公尺，寬18公尺，深3.7公尺。後來被坡船閘取代[9]。
- 韋策爾船閘（Weitzel Lock ) ，建於1873年至1881年間，位於斯特船閘南面，由聯邦政府營運。該船閘長157公尺，寬24公尺，深5.2公尺[9]，建成後是當時世界上最長的船閘。於1919年退役，最終於1943年被麥克阿瑟船閘取代[10]。
- 戴維斯船閘（Davis Lock），建於1914年，建成後跟韋策爾船閘一樣，亦成為當時最長的船閘。該船閘長410公尺，寬24公尺，深7公尺[9]。於2010年正式退役[11]。
- 薩賓船閘（Sabin Lock），建於1919年[9]，它的名字源自於底特律地區的工程師路易斯·薩賓（Louis Sabin），於2010年與戴維斯船閘一同退役[11]。

#### 新船閘
目前有一座新船閘正在建造中，將於2030年竣工。新船閘將取代兩種已退役的船閘（戴維斯船閘與薩賓船閘）。2020年5月，更換薩賓船閘第一階段工程開工。
新船閘北面有一條新建航道，內有一座小型水力發電廠，為整個蘇水閘提供電力。

#### 工程師節
美國陸軍工程兵團底特律區亦負責為營運蘇水閘的遊客中心和觀景台，會跟水閘一起於冬季關閉。每年六月的最後一個星期五，民眾可以從安全護欄後面穿過美國部份的船閘，參加一年一度的開放日。在活動期間，遊客可以以足夠近的距離觸摸正在經過兩個定期運行的船閘的船隻。除了那天之外，由於蘇水閘是美國陸軍工程兵團運營下的美國聯邦財產，未經授權的人員和平民將被限制進入這些船閘，否則將因非法侵入面臨罰款或有期徒刑。

## 加拿大船閘
1798年，西北毛皮公司在聖瑪麗河加拿大一側建造了第一座船閘，以促進毛皮貿易。它於1814年在第二次獨立戰爭期間被美國摧毀，以擾亂英國貿易。目前，蘇水閘在加拿大一側有一個小船閘，於1895年開放，於1987年重建，長77公尺，寬15.4公尺，深13.5公尺。加拿大的船閘主要供休閒和遊覽船通行；主要航運交通則使用美國船閘。

## 照片

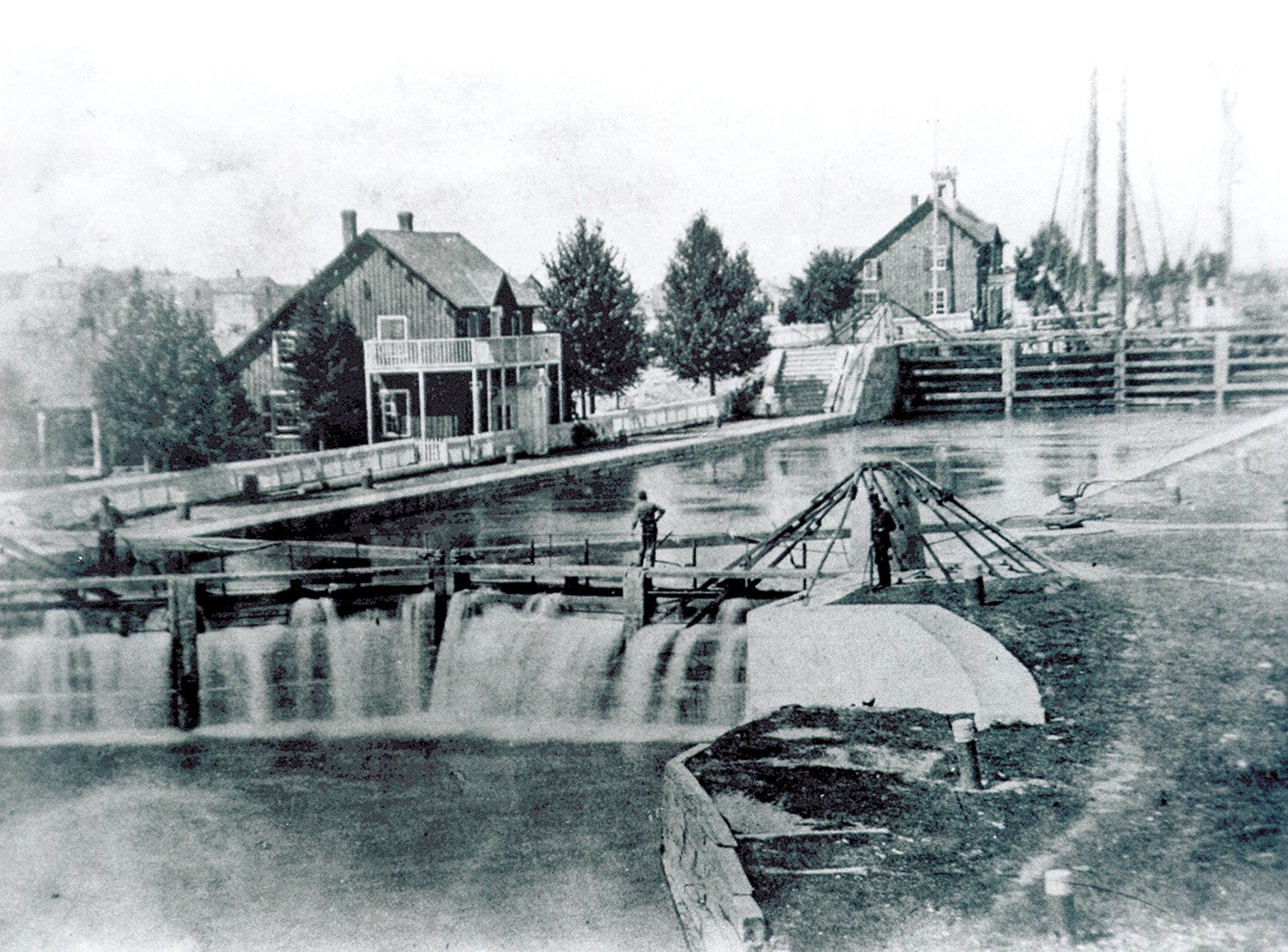
19世紀建造的的第一座蘇水閘
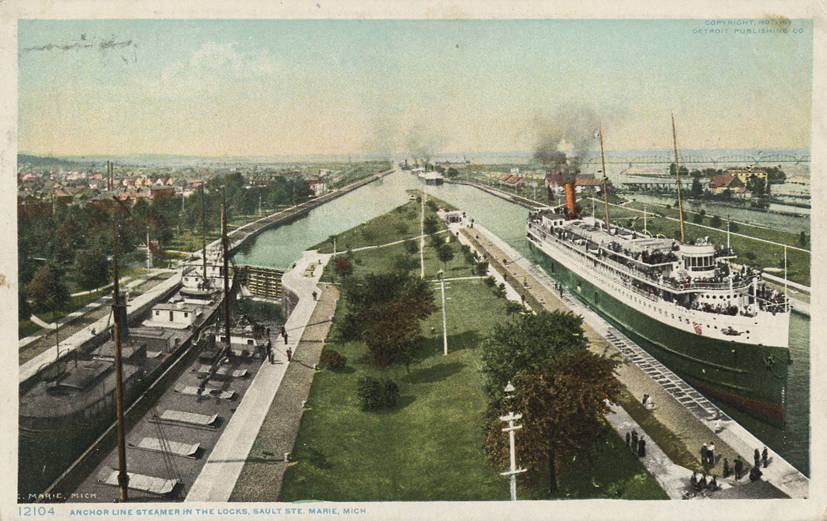
一艘來自Anchor Line輪船公司的輪船正在通過蘇水閘，攝於大約1900年代
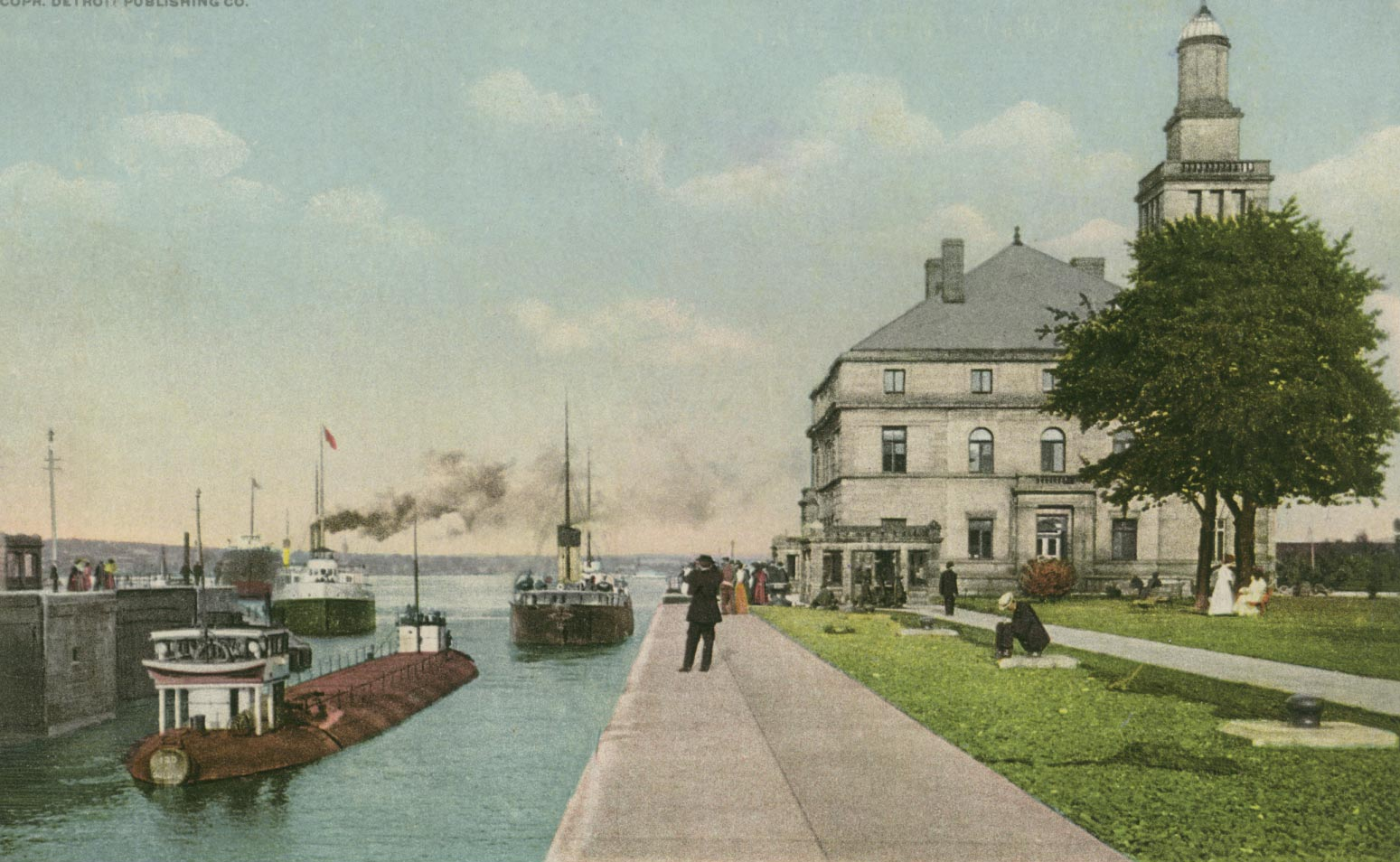
一條鯨背船穿過坡船閘，約1910年
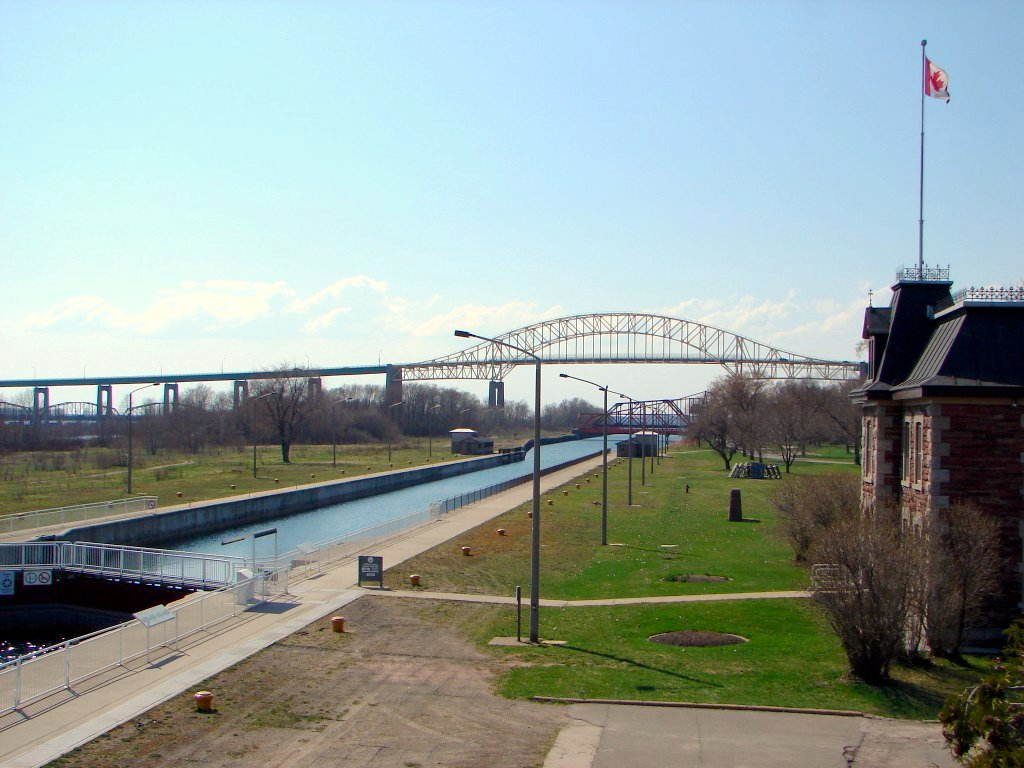
加拿大所擁有的船閘
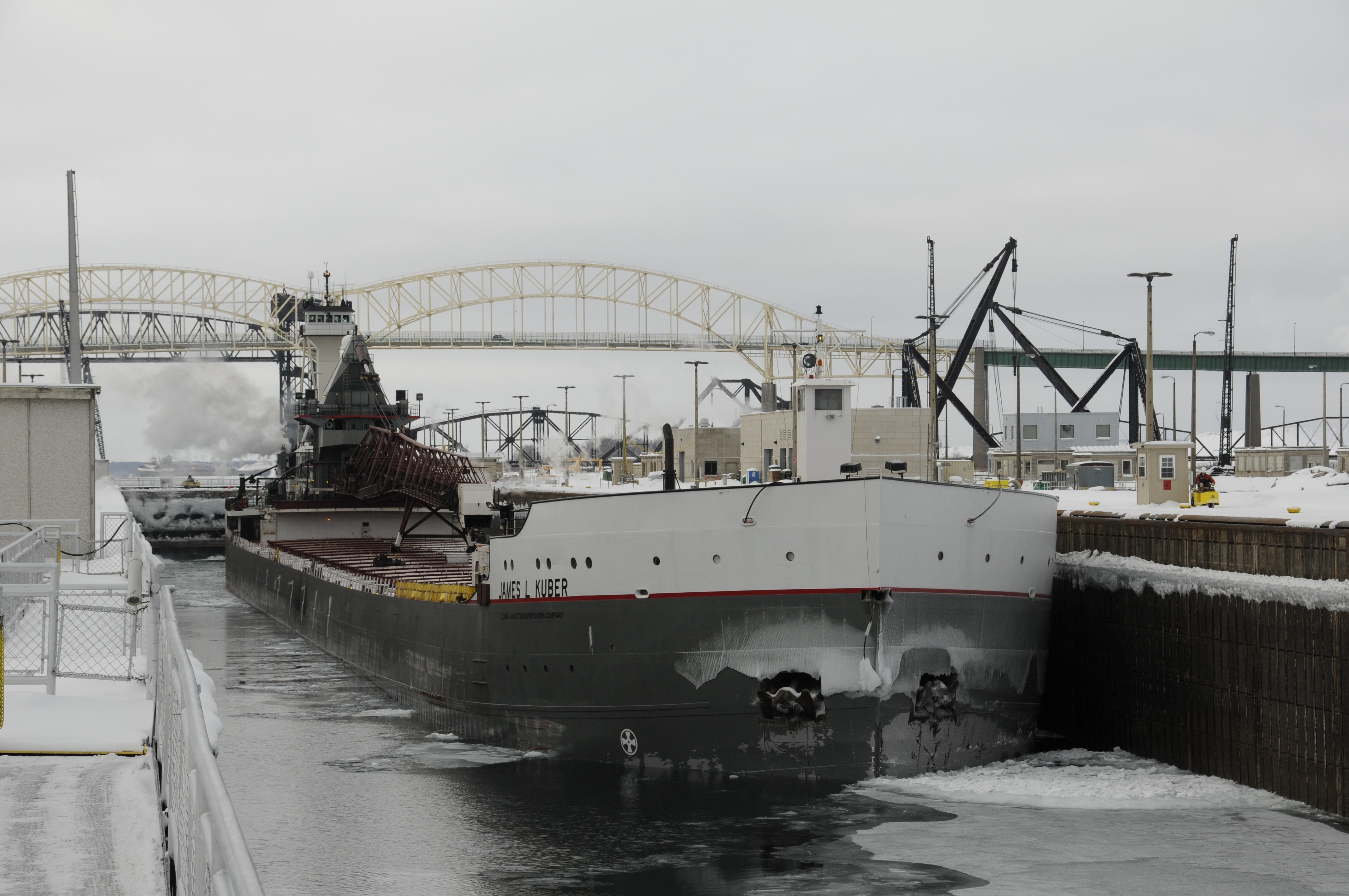
2013年最後一艘通過玻船閘的船
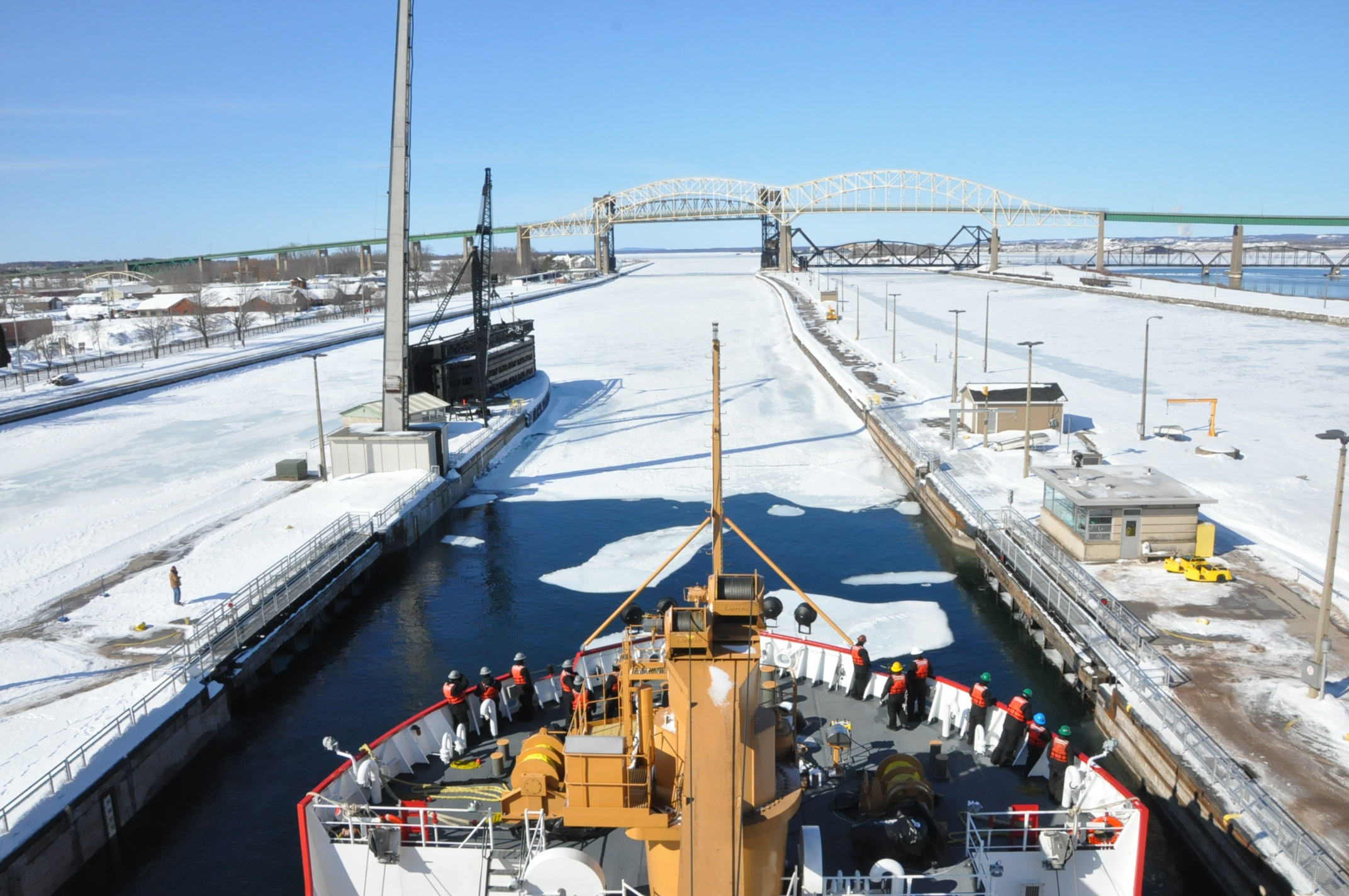
美國海岸警衛隊持有的麥基諾號穿過蘇水閘

## 延伸閱讀
- Taylor, Paul. . 肯特州立大學. 2009. ISBN 978-1-60635-040-9.

## 外部連結
- Soo Locks homepage （页面存档备份，存于） 美國陸軍工程兵團底特律區
- Animation of how the Soo Locks work.
- YouTube video （页面存档备份，存于） 一段關於一艘船通過麥克阿瑟船閘的高清影片